# Los habitantes de la casa deshabitada
Los habitantes de la casa deshabitada es una obra de teatro española escrita por Enrique Jardiel Poncela, con un prólogo y dos actos, estrenada en el Teatro de la Comedia de Madrid, el 29 de septiembre de 1942.

## Sinopsis
En una noche de lluvia y frío, un caballero, D. Raimundo y su chófer Gregorio, sufren una avería en el coche en el que viajan por un páramo desolado. El único refugio posible es una casa solariega cercana, plagada de criaturas extrañas y fantasmagóricas, que pondrán a prueba el temple de los protagonistas. Una banda de estafadores y dos hermanas secuestradas - una de ellas, ex prometida de Raimundo- complican aún más la trama.

## Representaciones destacadas
- Teatro (Estreno, 1942). Intérpretes: José Orjas (Gregorio), Milagros Leal, Rafael Navarro (Raimundo), Antonia Plana.
- Teatro ((1945). Intérpretes: Paco Martínez Soria (Gregorio).
- Cine (1946). Dirección: Gonzalo Pardo Delgrás. Intérpretes: Fernando Fernán Gómez, María Dolores Pradera, Irene Barroso, María Isbert.
- Cine (1961), con el título de Fantasmas en la casa. Dirección: Pedro L. Ramírez. Intérpretes: Rafael Bardem, José Calvo, Tote García Ortega, Manolo Gómez Bur, Agustín González, Tony Leblanc, Xan Das Bolas, Fernando Rey.
- Teatro (1981), Teatro Infanta Isabel. Dirección: Gustavo Pérez Puig. Intérpretes: Antonio Garisa (Gregorio), Amparo Baró, Paco Camoiras, Luisa Sala, Luis Barbero, Mara Goyanes, Nicolás Romero (Raimundo), Marta Puig.
- Teatro (1998), Teatro Español. Dirección: Mara Recatero. Intérpretes: José Sazatornil (Gregorio), Juan Carlos Naya (Raimundo), Julia Trujillo, José Carabias, Manuel Gallardo, Ana María Vidal.
- Teatro (2012), Teatro Fernán Gómez. Dirección: Ignacio García. Intérpretes: Pepe Viyuela, Juan Carlos Talavera, Manuel Millán, Ramón Serrada, Pilar San José, Abigail Tomey, Susana Hernández, Matijn Kuiper, Eduardo Antuña, José Manuel Aguilar, Paloma Paso Jardiel.
- Cine TV (2018). Dirección: María Luisa Paniagua. Intérpretes: David Janer, Guillermo Ortega, Pedro Casablanc, Elisa Matilla, Fernando Esteso, Itsaso Arana, Ana Azorín, Inés Kerzan, Paco Churruca, Nacho Marraco.